# Coremiocnemis valida
Coremiocnemis valida är en spindelart som beskrevs av Pocock 1895. Coremiocnemis valida ingår i släktet Coremiocnemis och familjen fågelspindlar. Inga underarter finns listade i Catalogue of Life.